# Mr. Plow
"Mr. Plow" är avsnitt nio från säsong fyra av Simpsons och sändes på Fox den 19 november 1992. I avsnittet köper Homer Simpson en snöplog och startar en snöröjningsfirma, men får problem när hans bästa vän Barney Gumble också ger sig in i snöröjningsbranschen. Avsnittet skrevs av Jon Vitti och regisserades av Jim Reardon. Röstskådespelaren Dan Castellaneta vann en Emmy Award för "Outstanding Voice-Over Performance" för sitt bidrag till avsnittet. I gästrollerna medverkar Adam West och Linda Ronstadt som sig själva medan Phil Hartman spelar Troy McClure.

## Handling
Det är snöstorm i Springfield och Homer är på väg hem i sin bil. Den dåliga sikten gör att han efter en stund krockar med en annan bil, som visar sig vara familjens andra bil som stod parkerad på uppfarten. Med båda bilarna kvaddade ger sig Homer ut för att skaffa en ny bil. Han besöker en bilmässa där han köper en snöplog efter att försäljaren övertygat honom att man kan tjäna pengar på fordonet, så att man kan få råd att reparera sin gamla bil. Homer börjar ploga vägar och uppfarter i Springfield mot betalning under namnet "Mr. Plow". Till en början går verksamheten dåligt men efter att familjen producerar en reklamfilm om tjänsten börjar de få kunder. Homer blir efter en tid hedrad med stadens nyckel som ett bevis på hans stora nytta till samhället. Han firar segern på Moe's Tavern där han berättar för Barney Gumble hur han också kan bli framgångsrik – man måste ut i världen och visa vad man kan. Nästa dag är alla Homers kunder borta eftersom de gått över till konkurrenten ”Plow King" som visar sig vara Barney. 
Barney gör också en bättre reklamfilm eftersom han anlitar Linda Ronstadt, Homer gör därför en ny reklam för att få tillbaka sina kunder och anlitar dessutom en reklambyrå som ger honom en reklamfilm som dock blir misslyckad. Homer förlorar nyckeln till Barney och får svårt att betala av plogen då han är pank. Homer kommer efter ett tag på hur han kan få tillbaka sina kunder. Han lurar iväg Barney att röja en obefintlig uppfart på Widow's Peak, ett stort, förrädiskt berg utanför staden. När Barneys kunder inte får sin service börjar Homer sno hans kunder, men får snart höra på nyheterna att Barney fastnat i en lavin med sin plogbil och kör iväg till berget för att rädda sin vän. Efter att Homer räddat Barney bestämmer de sig för att börja samarbeta eftersom deras vänskap är så stor att inte ens Gud kan stoppa den. Gud hör detta och skapar en värmebölja i Springfield, vilket gör att Homer och Barneys tjänster inte längre behövs. Homer blir av med sin plogbil eftersom han inte kan betala av den, men fortsätter använda jackan märkt Mr. Plow, eftersom Marge blir exalterad av den.

## Produktion
Nästan hela manuset skrevs av Jon Vitti som fick inspiration till avsnittet när han upptäckte att nästan alla avsnitt som handlar om vinter utspelar sig runt thanksgiving eller jul. Vitti skrev in Adam West i manuset bara för han ville träffa honom. Matt Groening har sagt att då man spelade in Wests repliker är ett av få tillfällen då inspelningslokalen varit fullt med folk som vill lyssna på inspelningen. Linda Ronstadts repliker spelades in San Francisco tillsammans med Jon Vitti som anser att den vackraste händelsen i serien är när Linda sjunger på spanska.
Från början skulle Lenny varit Homers rival eftersom de ville utveckla karaktären men de kände att han inte hade en lika god relation som Barney. Scenen då Homer ändrar radiokanal för att förhindra plogbilen att tippa över ett stup skrevs in i sista stund av Conan O'Brien. Då man lämnade in manuset till Fox för godkännande accepterade de inte scenen där Homer låtsades vara Tony Dow från Leave it to Beaver eftersom han svarade till mannen i telefonen som ringde honom att någon var homosexuell. Men efter att författarna övertalade Fox att någon kan vara vem som helst lät de repliken vara i fred.

## Kulturella referenser
Då Homer kör upp plogbilen för berget är scenen en parodi från Fruktans lön, och när Kent Brockman rapporterar om lavinen som Barney hamnat i är han kläd på samma sätt som Walter Cronkite när han rapporterade att John F. Kennedy avlidit. Den andra reklamfilmen för "Mr. Plow" är en parodi på en parfymreklam och att molen rör sig snabbt är en referens till Koyaanisqatsi. I avsnittet används ledmotivet till Batman eftersom Fox äger rättigheterna till jingeln och därför behövde de inte betala ut rättigheter till det. Efter att Barney plogat Adam Wests uppfart kallar han Adam för Stålmannen. Musiken i Homers andra reklamfilm är "Casta Diva" eftersom de inte behövde betala rättigheterna till ryssarna som då inte brydde sig om Amerikanska upphovsrättslagen. Homers jingel i hans första reklamfilm är en parodi på en reklamfilm för Roto-Rooter TV-programmet Carnival of the Stars i början på avsnittet är en parodi på Circus of the Stars. Scenen då Barney blir långsamt berusad är en referens till Dr. Jekyll and och Hyde och scenen då Bart blir bombarderade med snöbollar är en referens till Gudfadern. Snögubben som smälter är en referens till nazistsoldaterna som smälter i Jakten på den försvunna skatten.

## Mottagande
"Mr. Plow" hamnande på plats 23 över mest sedda program under veckan med en Nielsen ratings på 14.6, vilket ger 13,6 miljoner tittare och det mest sedda på Fox under veckan. Homers jingel finns med på soundtrackalbumet Go Simpsonic with The Simpsons och Moby har gjort en parodi på låten. Avsnittet hamnade under 2003 på plats sex i Entertainment Weeklys lista över de 25 bästa avsnitten. Under 2010 skrev Michael Moran i The Times att avsnittet är det näst bästa i seriens historia. Warren Martyn och Adrian Woodhar i I Can't Believe It's a Bigger and Better Updated Unofficial Simpsons Guide sammanfattat avsnittet är det är ett bra avsnitt och de tre bästa sakerna i avsnittet är, Carnival of Stars-delen, flashbackscenen då man får se vad Homer gjort för Barney och McMahon & Tates reklamfilm för Mr. Plow. Paul Lane har under 2010 skrivit i Niagara Gazette att "Mr. Plow" är en av de bästa från säsongen.
Avsnittets referens till Gudfadern hamnade på plats 37 över de bästa filmreferenserna i en TV-serier i Nathan Ditums lista hos Total Film under 2009 .  Ditum anser att Wests gästframträdande är det sjunde bästa i seriens historia. Dan Castellaneta har vunnit en Emmy Award för "Outstanding Voice-Over Performance" för hans arbeta som Homer i avsnittet. Avsnittet skickades även in till Emmy Award för "Outstanding Comedy Series" men de fick ingen nominering.